# 魯秀
魯秀（？—454年），小字天念，扶風郡郿縣人。東晉雍州刺史魯宗之孫，也是南朝宋豫州刺史魯爽的七弟。南北朝時期將領，初仕魏，後入宋，官至司州刺史，但因參與劉義宣等的叛變而戰死。

## 生平
魯秀家族因應魯宗之反抗劉裕失敗而逃到北方，故魯秀初亦入仕北魏。魯秀有謀略，才能比哥哥魯爽更優，魏太武帝拓跋燾以魯秀任禁軍宿衞，亦了解他的才能。太平真君十年（449年），高梁王拓跋那進攻柔然時被圍困，太武帝就命魯秀領兵去救，自率大軍後繼。魯秀在太武帝大軍還未趕到時就已擊敗圍困的柔然軍，救了拓跋那回來。太武帝更因此功任命魯秀為中書郎，封廣陵侯。不久，太武帝因有傳言鄴城人民意圖據城謀反，多次派人去察看並毀掉後趙石虎定都鄴城時留下的皇宮。其時魯秀也常常乘驛馬往返平城及鄴，但碰巧因病而延誤了回來時間，被太武帝指責。先前魯秀兄魯爽屢因酒醉而犯過，正擔憂會被誅殺，魯秀被責難後也恐懼起來。時南朝宋降將程天祚曾與魯秀見面，並勸他歸降南朝，魯秀亦認同。
太平真君十一年（450年），南朝宋發動北伐戰爭，但冬季時魏軍發動反攻，魯秀也随太武帝率兵南攻；與此同時，魯爽也與拓跋仁率別軍南攻，兩軍終在長江北的瓜步會師，聲言要渡江進攻建康。不過，這次兄弟會合卻在商討南歸之事。次年，魯爽在太武帝退兵時以遷墳為由返回長社率領宗人及部眾叛變，魯秀則到壽陽向宋南平王劉鑠代表宗人奉表請降。早在魯秀父魯軌在世時，魯軌就有南歸的念頭，宋文帝亦準備授予司州刺史，只是因為魯軌在抵抗劉裕的戰爭中殺了劉康祖父劉虔之及徐湛之父徐逵之才有所顧忌，總沒成行。現在宋文帝得知二人南歸，十分高興，任命魯秀為輔國將軍、滎陽穎川二郡太守，不久以輔國將軍轉參劉鑠軍事、汝陰內史。
宋元嘉二十九年（452年），宋文帝乘魏太武帝去世而北伐，魯秀與魯爽等率四萬荊州兵進攻許洛。攻至大索時，魏戍主拓跋僕蘭故意出城誘魯爽進攻，並在檀山設下伏兵。魯秀看穿了對方的計策，力勸魯爽不要進攻，但魯爽不聽，乘夜發動進攻，最終在天亮時被敵騎兵夾擊，只是魯秀領兵力戰才得擊退魏軍。不久因應東線進攻受挫，魯秀也隨大軍撤退。
元嘉三十年（453年），太子劉劭發動兵變弒父登位，時魯秀也在建康，劉劭對魯秀說：「我幫你殺了徐湛之了，正要任用你呢。」於是授右軍將軍，配以精兵五千，更讓他隨蕭斌等人進攻以劉駿為首的討伐軍所佔據的新亭壘。兩軍交戰時本劉劭軍佔據優勢，快將獲勝，但魯秀卻在此時鳴退鼓，劉劭軍攻勢驟然而止，反為討伐軍將領柳元景乘機反擊，大敗劉劭軍，魯秀亦在此時陣前歸順討伐軍，倒戈參與討伐劉劭。劉駿即位，是為宋孝武帝，又任命秀為左軍將軍，不久轉督司州豫州之新蔡汝南汝陽潁川義陽弋陽六郡諸軍事、輔國將軍、司州刺史，領汝南太守。
孝建元年（454年），劉義宣與臧質起兵對抗朝廷，也聯結了時任豫州刺史的魯爽一起出兵。魯秀於是也加入了劉義宣的陣營，並到江陵與義宣會合。但魯秀和義宣見面後出來，卻捶胸道：「哥哥錯辨人事，和癡人一同做叛賊，今年就要失敗了。」義宣進魯秀為征虜將軍，時義宣先派參軍劉諶之東下江州與臧質會合，本想命魯秀作諶之後繼，但當時雍州刺史朱脩之支持朝廷，義宣遂改命魯秀北攻襄陽。統領抵抗東下軍隊的王玄謨得知魯秀並沒有東來，高興地說：「魯秀不來，臧質就易對付了。」魯秀攻襄陽失利，大敗而還，不過魯秀回到江陵時就擊敗了益州刺史劉秀之派往攻擊江陵的軍隊。不久劉義宣及臧質聯軍亦敗於朝廷軍，義宣逃回江陵，魯秀本想以義宣餘眾和朝廷再決戰，但義宣卻顯得迷惘昏亂，不肯見人，眾人於是潰散，魯秀亦只得北走逃難。北走期間魯秀因部眾盡散無法繼續行程，只有折返江陵，然而江陵城上士兵卻向他射擊，魯秀中箭掉進水中死去，頭顱被砍下，傳首京師。